# 熱帶肉芽腫
熱帶肉芽腫（Yaws）也稱為雅司病，是發生在皮膚、骨骼及關節的熱帶感染病，病原是螺旋體門的細菌雅司螺旋體。熱帶肉芽腫一開始會在皮膚產生圓形的硬肿，直徑約二至五公分，之後會破皮，變成溃疡，初期的皮肤损害會在三至六個月後會治癒 。在數週至一年後，關節及骨頭會開始疼痛，會覺得疲倦，也會有新的皮肤损害。手掌及腳掌的皮膚會變厚及破裂。骨头（尤其是鼻子）可能會畸形 。五年後會有大規模的皮膚壞死及随之出現的疤痕。
熱帶肉芽腫的傳播是透過直接接觸感染病患身上創口的液體，且多半不是因性接觸而感染 。此疾病最常見於孩童，因一起玩樂而傳播。其餘和梅毒螺旋體有關的疾病還有貝耶病（Treponema pallidum endemicum）、品他病 （Treponema carateum）及梅毒（Treponema pallidum pallidum）。熱帶肉芽腫常因外貌上的病變而被診斷出來。血液抗體檢測可能有用，但沒法區分是以前的感染或是新的感染。聚合酶鏈鎖反應（簡稱PCR）是最精準的診斷方法。
熱帶肉芽腫有多種預防方式，其中之一是先治癒患病的病患以減少傳染的機會。在疾病盛行的區域，治療整個社區是很有效的，改善衛生環境及清潔也可以減少疾病散播。通常以抗生素治療，包括口服阿奇黴素或注射芐星青黴素，若缺乏治療，有10%會有身體的畸形。
在2012年，熱帶肉芽腫至少已是14個熱帶國家的常見疾病 。該疾病只感染人類。在1950至1960年代，世界衛生組織(WHO)幾乎根除熱帶肉芽腫。然而，病患之後又開始增加，因此WHO正努力在2020年前根除熱帶肉芽腫。最新的估計在1995年，指出約有500,000人患有熱帶肉芽腫。此疾病最早是在1679年由威廉·皮索描述，考古學的證據卻指出熱帶肉芽腫可能早在一百六十萬年前就已經出現在人類身上。